# Roarfeltet
Roarfeltet er et producerende gasfelt, der ligger i den danske del af Nordsøen, det er fundet i år 1968 og sat i drift i 1996.
Der var 4 produktionsbrønde.
Reservoiret ligger på en dybde af 2.025 m i kalksten af Danien og Sen Kridt-alder.
Indtil nu er der produceret 2.610 mio. m3 olie og 14.913 mia. Nm3 gas samt 6.027 mio. m3 vand. Der er ikke injiceret vand eller gas.
Operatør: Mærsk Olie og Gas A/S.
Akkumulerede investeringer 0,72 mia. kr.
Kilder
http://www.ens.dk/undergrund-forsyning/olie-gas/felter-produktion-danmark/felter-anlaeg/tyra-centret/roar-feltet Arkiveret 6. august 2014 hos  Wayback Machine